# Aulacophora nigropalgiata
Aulacophora nigropalgiata es un coleóptero de la familia Chrysomelidae.
Fue descrita científicamente por primera vez en 1894 por Jacoby.